# Richard Sánchez
Richard Rafael Sánchez Guerrero (Assunção, 29 de março de 1996) é um futebolista paraguaio que atua como meio-campista. Atualmente joga no Racing.

## Carreira do clube
Jogou pelo River Plate e Olimpia. 
Ele foi convocado para a equipe principal do Paraguai em março de 2018 para um jogo contra os EUA.

## Títulos
América
- Liga MX: Apertura 2023, Clausura 2024
- Campeón de Campeones: 2024
- Campeones Cup: 2024

### Prêmios individuais
- Seleção da Liga dos Campeões da CONCACAF: 2021